# Harald de Man
Harald de Man (* 31. Mai 1973 in Alkmaar) ist ein ehemaliger Skirennläufer aus den Niederlanden. In den Ergebnislisten des Internationalen Skiverbandes ist er aufgrund der Namensgleichheit mit einem früheren Skiläufer – ähnlich wie Bruno Kernen – mit dem Zusatz II versehen.

## Biografie
Der Niederländer begann in den 1980er-Jahren mit dem Skisport, in den 1990ern war er der beste Skirennläufer seines Landes. Beim Super-G von Aspen in der Saison 1998/99 wurde er 26. und landete damit in den Weltcup-Punkterängen. Er war damit bis zum achten Platz von Marvin van Heek in der Abfahrt von Gröden 2012 der einzige männliche Skirennläufer des niederländischen Skiverbandes, der jemals Weltcuppunkte gewinnen konnte. An Olympischen Winterspielen nahm Harald de Man aufgrund strenger Auswahlkriterien des niederländischen NOKs nie teil, jedoch bei fünf Alpinen Skiweltmeisterschaften (Vail 1989, Saalbach 1991, Sierra Nevada 1996, Sestriere 1997 und St. Anton 2001). Als beste Ergebnisse erreichte er Platz 17 in Sestriere und Platz 23 in der Sierra Nevada, jeweils im Riesenslalom. 1999 fehlte de Man bei den Weltmeisterschaften in Vail/Beaver Creek, weil er zwei Wochen nach seinem Weltcup-Punktegewinn in der Abfahrt von Val-d’Isère schwer zu Sturz kam und die Saison beenden musste. 2001 blieb er bei seiner letzten WM-Teilnahme ohne zählbarem Ergebnis. Von 1994 bis 2002 wurde de Man elfmal niederländischer Meister.
Nach Ende seiner Skikarriere arbeitete de Man als Trainer im niederländischen Skiverband. Er wohnt in Österreich; zuerst in Koblach, Vorarlberg, danach in Maishofen, Salzburg. Beim SK Maishofen ist er Fußballspieler im Amateurbereich.

## Erfolge

### Weltmeisterschaften
- Vail 1989: 45. Abfahrt, 77. Super-G
- Saalbach-Hinterglemm 1991: 27. Kombination, 45. Abfahrt, 46. Riesenslalom
- Sierra Nevada 1996: 23. Riesenslalom, 51. Super-G, 54. Abfahrt
- Sestriere 1997: 17. Riesenslalom, 37. Super-G[4]

### Weltcup
- 1 Platzierung unter den besten 30

### Juniorenweltmeisterschaften
- Geilo/Hemsedal 1991: 33. Slalom, 38. Abfahrt
- Maribor 1992: 12. Abfahrt, 38. Super-G, 45. Riesenslalom

### Niederländische Meisterschaften
- 11 niederländische Meistertitel:
  - 4× Slalom (1994, 1996, 1998, 2002)
  - 4× Riesenslalom (1994, 1995, 1996, 1997)
  - 1× Super-G (1994)
  - 2× Kombination (1994, 1996)